# Panicum laevinode
Panicum laevinode là một loài thực vật có hoa trong họ Hòa thảo. Loài này được Lindl. mô tả khoa học đầu tiên năm 1838.